# Mike Featherstone
Mike Featherstone, född 1946, är en brittisk sociolog.

## Biografi och forskning

### Kroppen
Featherstone har studerat kroppens, och framför allt utseendets, betydelse i konsumtionskulturen. Han menar i korta drag att den moderna konsumtionskulturen bland annat kännetecknas av att sådant som utseende, skönhet, ungdom och hälsa har blivit allt viktigare beståndsdelar av människors vardagsliv. Idealiserade, stiliserade, unga, vackra, sexuellt attraktiva, vältränade kroppar har blivit det dominerande temat i reklam och massmedia och individen uppmuntras ständigt att arbeta med att bevara kroppen och förhindra dess, i det långa loppet oundvikliga, förfall så länge som möjligt. I den moderna konsumtionskulturen konfronteras individen enligt Featherstone ständigt med idealiserade bilder av kroppen. Kroppen utmålas i populärpress, film, fritidsindustrin, reklam och hälsoupplysningskampanjer som ett instrument för njutning och självuttryckande. Utseendet betraktas som en spegling av jaget och individens värde är i stort sett knutet till hans eller hennes utseende. Hur man accepteras som individ och vilket värde man har på den sexuella marknaden beror i väsentlig utsträckning på hur bra man ser ut. Individen är själv ansvarig för sitt utseende och att inte ta detta ansvar betraktas som tecken på moralisk slapphet. Tecken på åldrande och kroppsligt förfall som fetma, hårlossning, försämrad kondition, dålig hy och sjukdom kan enligt konsumtionskulturens budskap bekämpas av individen själv. Marknaden tillhandahåller ständigt nya varor och tjänster som påstås kunna förbättra utseendet och bevara ungdomen.

### Det uppträdande jaget
Featherstone menar också att individens medvetande om sitt utseende har blivit större till följd av att hon ständigt mäter sig mot och jämför sig med de idealiserade bilder av kroppen som förmedlas av framför allt reklam och massmedia. Samtidigt har den rumsliga organisationen förändrats i den moderna konsumtionskulturen så att individen tvingas att visa upp sin kropp i fler sammanhang än tidigare i historien. Att avge och tolka intryck har därför blivit viktiga förmågor för den moderne individen, vilket har gett upphov till en personlighetstyp som Featherstone kallar "det uppträdande jaget". Denna personlighetstyp kännetecknas framför allt av att ständigt observera det egna uppträdandet, utseendet, mimiken och kroppshållningen. Det gäller helt enkelt att framställa sig själv i så gynnsam dager som möjligt i den sociala interaktionen.